# Stefan Krook
Stefan Ewert Herman Krook (Gotemburgo, 1 de octubre de 1950) es un deportista sueco que compitió en vela en la clase Soling.
Participó en los Juegos Olímpicos de Múnich 1972, obteniendo una medalla de plata en la clase de Soling. Ganó tres medallas en el Campeonato Mundial de Soling entre los años 1970 y 1979, y una medalla en el Campeonato Europeo de Soling de 1975.

## Palmarés internacional
| Juegos Olímpicos   | Juegos Olímpicos    | Juegos Olímpicos  | Juegos Olímpicos |
| Año                | Lugar               | Medalla           | Clase            |
| ------------------ | ------------------- | ----------------- | ---------------- |
| 1972               | Múnich (RFA)        | Medalla de plata  | Soling           |
| Campeonato Mundial |                     |                   |                  |
| Año                | Lugar               | Medalla           | Clase            |
| 1970               | Poole (Reino Unido) | Medalla de oro    | Soling           |
| 1973               | Quiberon (Francia)  | Medalla de bronce | Soling           |
| 1979               | Visby (Suecia)      | Medalla de bronce | Soling           |
| Campeonato Europeo |                     |                   |                  |
| Año                | Lugar               | Medalla           | Clase            |
| 1975               | Alassio (Italia)    | Medalla de oro    | Soling           |